# Liceul de Arte Plastice din Timișoara
Liceul de Arte Plastice din Timișoara este o instituție de învățământ liceal, ce funcționează în municipiul Timișoara, str. Lorena nr. 35.
A fost înființat în anul 1957, prin restructurarea Școlii de Arte Decorative, cu grad secundar, unică în România, ce fusese înființată în 1942. Printre profesori se aflau Julius Podlipny, Gabriel Popa, Victor Gaga, Romul Nuțiu și Octavian Maxim.